# Прем'єр-міністр Республіки Конго
Прем'єр-міністр Республіки Конго (фр. Premier ministre de la république du Congo) — голова уряду Республіки Конго.
У списку подано прем'єр-міністрів Республіки Конго, а також Народної Республіки Конго (назва держави від 1970 до 1992 року).

## Список
| Порядок                                               | Портрет | Ім'я                      | Початок повноважень | Завершення повноважень | Примітки |
| ----------------------------------------------------- | ------- | ------------------------- | ------------------- | ---------------------- | -------- |
| Республіка Конго                                      |         |                           |                     |                        |          |
| 1                                                     |         | Альфонс Массамба-Деба     | 16 серпня 1963      | 19 грудня 1963         |          |
| 2                                                     |         | Паскаль Ліссуба           | 24 грудня 1963      | 15 квітня 1966         |          |
| 3                                                     |         | Амбруаз Нумазалай         | 6 травня 1966       | 12 січня 1968          |          |
| 4                                                     |         | Альфред Рауль             | 4 серпня 1968       | 30 грудня 1969         |          |
| Посаду ліквідовано (30 грудня 1969 — 28 липня 1973)   |         |                           |                     |                        |          |
| Народна Республіка Конго                              |         |                           |                     |                        |          |
| 5                                                     |         | Анрі Лопес                | 28 липня 1973       | 18 грудня 1975         |          |
| 6                                                     |         | Луї Сильвен Гома          | 18 грудня 1975      | 7 серпня 1984          |          |
| 7                                                     |         | Анж Едуар Пунгі           | 7 серпня 1984       | 7 серпня 1989          |          |
| 8                                                     |         | Альфонс Поаті-Сушлаті     | 7 серпня 1989       | 3 грудня 1990          |          |
| –                                                     |         | П'єр Мусса                | 3 грудня 1990       | 8 січня 1991           | в. о.    |
| 9                                                     |         | Луї Сильвен Гома          | 8 січня 1991        | 8 червня 1991          | Вдруге   |
| 10                                                    |         | Андре Нтсатубанту Милонго | 8 червня 1991       | 15 березня 1992        |          |
| Республіка Конго                                      |         |                           |                     |                        |          |
| 10                                                    |         | Андре Нтсатубанту Милонго | 15 березня 1992     | 2 вересня 1992         |          |
| 11                                                    |         | Стефан-Моріс Бонго-Нуарра | 2 вересня 1992      | 6 грудня 1992          |          |
| 12                                                    |         | Клод-Антуан Да-Коста      | 6 грудня 1992       | 23 червня 1993         |          |
| 13                                                    |         | Жоакім Йомбі-Опанго       | 23 червня 1993      | 27 серпня 1996         |          |
| 14                                                    |         | Шарль-Давід Ганао         | 27 серпня 1996      | 8 вересня 1997         |          |
| 15                                                    |         | Бернар Колелас            | 8 вересня 1997      | 15 жовтня 1997         |          |
| Посаду ліквідовано (15 жовтня 1997 — 7 січня 2005)    |         |                           |                     |                        |          |
| 16                                                    |         | Ізідор Мвуба              | 7 січня 2005        | 15 вересня 2009        |          |
| Посаду ліквідовано (15 вересня 2009 — 23 квітня 2016) |         |                           |                     |                        |          |
| 17                                                    |         | Клеман Муамба             | 23 квітня 2016      | 12 травня 2021         |          |
| 18                                                    |         | Анатоль Колліне Макоссо   | 12 травня 2021      |                        |          |